# 内藤魯一
内藤 魯一（ないとう ろいち、弘化3年10月6日（1846年11月24日） - 明治44年（1911年）6月29日）は、幕末から明治にかけて活躍した自由民権運動家。衆議院議員（立憲政友会）。東海地方の民権運動の嚆矢として知られる。

## 経歴

### 福島藩士として
弘化3年10月6日（1846年11月24日）、陸奥国福島（現在の福島県福島市）に生まれた。内藤家は福島藩藩士の家であり、代々譜代大名板倉氏の家老職を務めた家柄だった。
慶応4年 （1868年）の戊辰戦争の際、福島藩は奥羽越列藩同盟に参加したが、内藤はこれに反対して孤立したが、福島藩が敗北すると事態の収拾に尽くした。その後、三河国の重原藩（現在の愛知県刈谷市）に転封されたものの、執政大参事として藩政の立て直しに参画し、廃藩置県後も藩士の授産活動に尽くした。

### 自由民権運動
明治維新後の1879年（明治12年）、愛知県三河地方に旧重原藩士と周辺の豪農を中心とした三河交親社を設立、翌年には組織を拡大改組して愛知県交親社を設立した。同年3月に大阪で開催された愛国社第4回大会には、愛知県交親社の代表として参加している。県下の自由民権運動の指導者として活躍し、板垣退助に倣って「三河板垣」の名前で呼ばれた。後に自由党の設立に関わって幹事に選出され、「大日本国憲草案」（私擬憲法）を起草した。

### 板垣退助の秘書

岐阜遭難事件

内藤は板垣退助の秘書でもあった。1882年（明治15年）4月6日、板垣が岐阜の神道中教院で相原尚褧に襲われた岐阜遭難事件の際、刺客の相原を投げ飛ばして取り押さえ、板垣の窮地を救った。
1884年（明治17年）9月23日には自由民権運動の激化事件として知られる加波山事件に連座したことで2年の獄中生活を送った。

### 議員としての活動

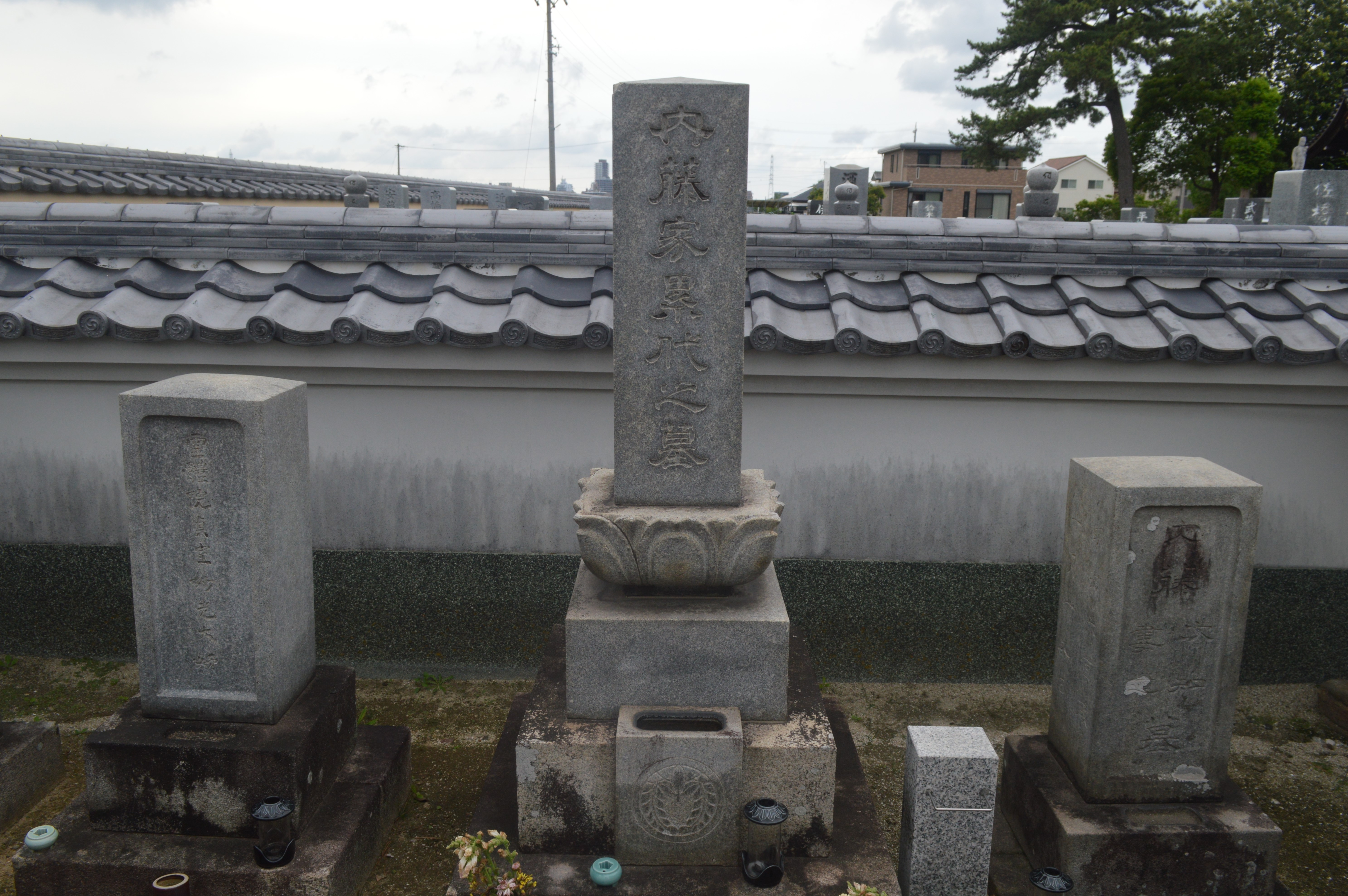
龍江寺にある内藤家の墓

1890年（明治23年）には第1回衆議院議員総選挙に出馬するも、干渉と他県生まれというハンディによって落選した。愛知県会議員を10年以上に渡って務め、明治用水の整備や名古屋港の築港に力を注いだ。
1902年（明治35年）、教科書疑獄事件で収賄罪に問われ、懲役1年の刑を受けた。これにより県会議長の座を失ったものの、受け取った金の全額を経営危機にあった東海新聞社の救済資金に充てたため、かえって声望が高まり、1905年（明治38年）の衆議院議員補欠選挙に立候補し当選した。第9回衆議院議員総選挙でも再選され、1911年（明治44年）、代議士現職のままで死去した。
墓所は愛知県刈谷市小垣江町の龍江寺。愛知県知立市の知立市猿渡公民館には内藤の銅像がある。